# Karl Christian Gmelin

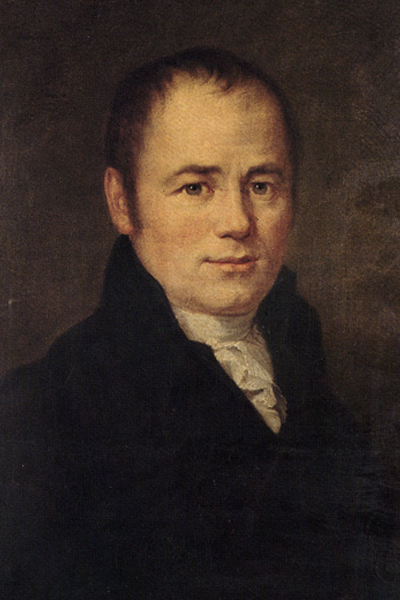
Carl Christian Gmelin (Gemälde von Ott, um 1800)

Karl Christian Gmelin (* 18. März 1762 in Badenweiler; † 26. Juni 1837 in Karlsruhe) war ein deutscher Botaniker und Naturforscher. Sein offizielles botanisches Autorenkürzel lautet „C.C.Gmel.“

## Leben und Wirken
Der Sohn eines Pfarrers und Bruder des Kupferstechers Wilhelm Friedrich Gmelin besuchte zunächst die Lateinschule in Müllheim und studierte ab 1778 Medizin und Naturwissenschaften an der Universität Straßburg. 1784 wurde er an der  Friedrich-Alexander-Universität Erlangen zum Dr. med. promoviert. Im gleichen Jahr ließ sich Gmelin in Karlsruhe als Arzt nieder, daneben erteilte er naturwissenschaftlichen Unterricht am dortigen Gymnasium Illustre, ein Amt, das er fünfzig Jahre lang vertrat.
1785 wurde Gmelin Direktor des markgräflichen Naturalienkabinetts (heute: Staatliches Museum für Naturkunde Karlsruhe) sowie der botanischen Gärten in Karlsruhe. Der heutige Botanische Garten von Karlsruhe wurde ursprünglich von Gmelin angelegt. Im Jahr 1792 wurde er zum Mitglied der Leopoldina gewählt. 1794 wurde das Naturalienkabinett wegen der Revolutionskriege nach Ansbach verlegt, wohin er übersiedelte und bis 1797 blieb. Gmelin beschäftigte sich neben der Botanik mit Zoologie, Mineralogie, Geologie und Vulkanologie.
Gmelin war Mitglied der von Johann Matthäus Bechstein gegründeten „Societät für Forst- und Jagdkunde“. Ab 1803 war er Mitglied der Großherzoglich Badischen Sanitätskommission und ab 1814 Mitglied der Bergwerkskommission und trug zuletzt den Titel eines Geheimen Hofrats.
Gmelin schrieb mehrere Bücher, darunter die „Flora Badensis Alsatica“. Er war mit Johann Peter Hebel befreundet, mit dem er einen Schriftwechsel führte und nach dem er in seiner „Flora badensis ....“ eine Pflanze, die Simsenlilie Hebelia allemannica benannte (heute Tofieldia calyculata).

## Ehrungen
Nach C.C. Gmelin benannt ist die Pflanzengattung Caroli-Gmelina G.Gaertn., B.Mey. & Scherb. aus der Familie der Kreuzblütler (Brassicaceae). Auch die Unterart Sand-Steinkraut (Alyssum montanum subsp. gmelinii (Jord. & Fourr.) Em.Schmid) des Berg-Steinkrauts ist nach ihm benannt.

## Schriften (Auswahl)
- 1784 – Consideratio generalis filicum / quam … solemni eruditorum examini submittit Carolus Christianus Gmelin; Erlangae : Kunstmann, 1784.
- ab 1805 -Flora Badensis Alsatica et confinium regionum Cis et Transrhenana : plantas a lacu Bodamico usque ad confluentem Mosellae et Rheni sponte nascentes exhibens secundum systema sexuale cum iconibus ad naturam delineatis / auctore Carolo Christiano Gmelin. – Carlsruhae – Band: 1 (1805). - XXXII, 768 S.; Band: 2 (1806). - 717 S., V Bl. : Ill.; (lat.); Band: 3 (1808). - 795 S., IV Bl. : Ill.; (lat.); Band: 4 Supplementa cum Indicibus. - 1826. - [2] Bl., 807 S., X Bl. : Ill.; (lat.) (Band 1, Band 2, Band 3, Band 4).
- 1806 – Gemeinnützige systematische Naturgeschichte für gebildete Leser; Nach d. Linneischen Natursystem entworfen von Carl Christian Gmelin; Mannheim: Neues Industrie-Contor, 1806.
- 1809 – Ueber den Einfluß der Naturwissenschaft auf das gesammte  Staatswohl : vorzüglich auf Land und Zeit berechnet; nebst Vorschlägen zur Anpflanzung entsprechender Surrogate für die kostbaren Colonialwaaren als: Zucker, Caffee, Indig, Chinarinde, Campfer, Opium u.a. .../ von C. C. Gmelin. - Carlsruhe : Müller, 1809. - XX, 434 S.; (dt.)
- 1811 – Hortus magni ducis Badensis Carlsruhanus : nomina si nescis, periit cognitio rerum / [Gmelin]. - Carlsruhae : Typis Macklotianis, 1811. - X, 288 S.; (lat.)
- 1817 – Nothhülfe gegen Mangel aus Mißwachs oder Beschreibung wildwachsender Pflanzen welche bei Mangel der angebauten als ergiebige und gesunde Nahrung für Menschen und Thiere gebraucht werden können : Nebst Vorschlägen den Folgen des Mißwachses vorzubeugen und die Landes-Kultur zu verbessern / Von Carl Christian Gmelin. - Carlsruhe : C. F. Müller, 1817. - XIV, 322 S.; (dt.)
- 1818 – Gemeinnützige systematische Naturgeschichte der Fische für gebildete Leser : nach dem Linneischen Natursystem / entworfen von Carl Christian Gmelin. - Mannheim : Nehdeck, 1818. - X, 383 S., 113 Taf. : zahlr. Ill.; (dt.)
- 1825 – Beschreibung der Milchblätter-Schwämme im Grossherzogtum Baden und dessen nächsten Umgebungen, als Beitrag zur Toxicologie / Vom Verfasser der Flora Badensis Alsat. et confin. Regionum; Karlsruhe, 1825; mit 1 color. Tafel.
- 1839 (posth.) – Gemeinnützige systematische Naturgeschichte der Amphibien / entworfen von Carl Christian Gmelin. - 2. Ausg. - Mannheim : Löffler, 1839. - VIII, [2] Bl., 224 S., [10] Bl. : Ill.; (dt.)
- 1824 (nicht erschienen und Manuskript verschollen) – Beschreibung der Mineralien im Großherzogthum Baden und deren nächsten Umgebung.